# Anna Konik
Anna Konik (ur. 7 kwietnia 1974 w Lublińcu) – polska artystka współczesna, tworzy wideoinstalacje, obiekty, wideo, fotografię, rysunek, rzeźbę.

## Życiorys
Anna Konik studiowała w Akademii Sztuk Pięknych w Warszawie w pracowniach Krzysztofa M. Bednarskiego (1996/97) i prof. Grzegorza Kowalskiego (1997/2000), i tam w 2000 roku obroniła pracę dyplomową. W latach 1999–2001 pracowała jako asystentka prof. Zofii Glazer w Katedrze Rysunku warszawskiej ASP. W latach 2008/2009 pracowała jako wykładowca na International Summer Academy w Salzburgu, a w 2009 zaproszona jako Visiting Professor im. Rudolfa Arnheima do Instytutu Sztuki i Historii Obrazu (Institut für Kunst- und Bildgeschichte) na Uniwersytecie Humboldta w Berlinie. W roku 2010/2011 gościnne współpracowała z Katedrą Mody przy Wydziale Wzornictwa warszawskiej ASP. W 2012 uzyskała stopień doktora sztuk pięknych na Wydziale Sztuki Mediów i Scenografii warszawskiej Akademii Sztuk Pięknych, jej promotorem był prof. Jarosław Kozłowski. W 2016 roku wykładowca pracowni gościnnej na Wydziale Intermediów Uniwersytetu Sztuki w Poznaniu. W 2017 zaproszona jako Liebelt Visiting Professor na Akademię Sztuk Pięknych w Dreźnie oraz ponownie (wcześniej w latach 2012 oraz 2013) prowadziła seminaria wideo na Wydziale Literatury i Lingwistyki Uniwersytetu w Bielefeld.
W roku 2009 była nominowana do nagrody Deutsche Banku „Spojrzenia 2009” oraz do Paszportu Polityki.
Jej prace znajdują się w prywatnych oraz instytucjonalnych kolekcjach sztuki, m.in. w: Centrum Sztuki Współczesnej w Warszawie, Kolekcji Sztuki Fundacji Leube w Gartenau-Salzburg, Podlaskim Towarzystwie Zachęty Sztuk Pięknych w Białymstoku, Muzeum Górnośląskim w Bytomiu, Art Stations Foundation w Poznaniu, Lubelskim Towarzystwie Zachęty Sztuk Pięknych oraz w Warmińsko-Mazurskim Towarzystwie Zachęty Sztuk Pięknych.

## Twórczość
W wideoinstalacjach Anna Konik porusza m.in. problem samotności i wykluczenia społecznego. Ich nośnikiem są istniejące rzeczywiście osoby: chorujące psychicznie, starsze, bezdomne, emigrantki, których doświadczenia przenosi do swoich dzieł.
Realizacje Anny Konik przybierają różny kształt w zależności od miejsca, w którym są prezentowane (tzw. instalacje in situ). Często zmieniają kubaturę wnętrz. Ujawniają warsztat rzeźbiarski. Poprzedzają je trójwymiarowe modele, plany, rysunki, makiety. Odmienne perspektywy Konik ukazuje za pomocą jednoczesnego wyświetlania wielu obrazów. Niekiedy w jej przestrzeń Konik wprowadza przedmioty, obiekty, rysunki, fotografie, kolaże.
Problem wyobcowania porusza w pracach: Toys, In the Middle of the Way, Przezroczystość, Our Lady's Forever, W tym samym mieście, pod tym samym niebem...
Dotyka także zagadnienia miejsca – jako przestrzeni z określoną historią, związaną z faktycznymi osobami, nasyconą emocjami. Temat miejsca równolegle z rozwijaną w nim historią osoby występuje w Our Lady's Forever, Play back (of Irène). Samodzielnie został podjęty w projekcie Willa Zauroczonych.
W pracach Konik obok tożsamości wyobcowanego człowieka i miejsca, istotną rolę pełni materia indywidualnej pamięci. Te trzy wątki splatają się ze sobą we wszystkich realizacjach artystki.

### Projekty
Moje włosy 1998, kolaż fotograficzny
Ukazuje przeskalowane pasma ściętych włosów. Otacza je specyficzna forma ramy, na którą składa się wiele przedstawień portretowych ich właścicielki-artystki. Rytuał ścięcia włosów wiąże się zawsze z momentem przemiany.
Disco Relaxation 1999/2000
Obracającej się, wielkiej czaszce wykonanej z żywic poliestrowych i oklejonej lusterkami towarzyszą ruchome obrazy dwóch chorujących osób — kobiety w pośpiesznym monologu, której tezą jest, że wszystko jest w porządku i mężczyzny śpiewającego własne wiersze.
Toys 2000, wideoinstalacja, 2 kanałowe wideo
Bohaterami dwóch, wyświetlanych obok siebie filmów są ludzie cierpiący na schizofrenię. Pierwszy jest rejestracją ich typowego dnia w dziennym ośrodku terapeutycznym. Sąsiedni odtwarza zapis działania terapeutycznego zorganizowanego dla tych samych osób przez artystkę. Chorzy ubrani w białe kombinezony znajdują się w białej przestrzeni. Mają do dyspozycji lateksowe, nadmuchiwane obiekty (przypominające ręce i nogi).
In the Middle of the Way 2001/2015 -…., wideoinstalacja w procesie, 11 filmów
Artystka nawiązuje kontakt z osobami bezdomnymi nieustannie przemieszczającymi się po wielkich europejskich stolicach i miastach. W utrwalonym zapisie wideo towarzyszy im Anna Konik. Podczas wspólnej wędrówki bohaterowie opowiadają jej o swoim życiu. Jeden z filmów poświęcony jest samej artystce. Podobnie jak postacie, które ukazuje, ona także jest w ciągłej podróży i przez to doświadcza specyficznej formy bezdomności czy wykorzenienia.
Przezroczystość 2003-2005, wideoinstalacja, 4 filmy
Projekt prezentuje osobno postacie czworga samotnych, starych ludzi poznanych w Berlinie, Warszawie i Stuttgarcie. Obraz wideo każdej z osób został podwojony. Jej obydwa wcielenia prowadzą ze sobą specyficzny dialog w granicach jednego kadru. Opowiadają o swoim życiu oraz o tym, jak czują się dziś. Materią tych filmów jest pamięć i „podróż w czasie”. W Zamku Ujazdowskim w Warszawie Konik stworzyła przestrzenne pasaże, w których prezentowane były historie.
Our Lady's Forever 2007-2015, wideoinstalacja, 7 kanałowe wideo
Wielokanałowa wideoinstalacja powstała w irlandzkim Cork, w scenerii opuszczonego szpitala dla umysłowo chorych Our Lady’s Hospital. W jego przestrzeni Konik zainscenizowała dramat o niespełnieniu w miłości, napisany przez młodego schizofrenika. Dzieło pozbawione liniowej narracji, w którym bohaterowie bezskutecznie szukają się w labiryntach pustego budynku. Jest on równoprawnym bohaterem tej pracy.
Play back (of Irène) 2009-2011, wideoinstalacja, 15 kanałowe wideo
Realizacja przenosi na język wideo doświadczenie Irène, która przeżyła groźny wypadek w Alpach. Wizualną formę kształtuje fragmentaryzacja, odwracanie obrazów do góry nogami, zwolnienie bądź przyspieszenie. Rytm instalacji wyznaczają kolory rozbitej tęczy pojawiające się na monitorach w sekwencjach co 2'58. Ścieżka dźwiękowa opracowana została przez amerykańskiego poetę Dona Bergera i Annę Konik. Ta roztrzaskana i poskładana na nowo historia / destrukt oparta jest na autentycznym przekazie Irène. Bryły 15 monitorów zostały zawieszone swobodnie w przestrzeni na wysokości 1,65
Willa zauroczonych 2009-2011, wideoinstalacja, 6 kanałowe wideo
Przedmiotem zapisu wideo jest architektura i przestrzenie willi Linde wraz z aktywnością przebywających w niej osób. Przedwojenny budynek wchodzi w skład zespołu Wissenschaftskolleg zu Berlin. Jest to szczególny obiekt, który gości wybitnych naukowców. W swojej artystycznej wypowiedzi Anna Konik porusza badane przez nich zagadnienia. Impresyjny przekaz z wnętrza budynku, skonstruowany został za pośrednictwem obrazów generowanych przez samo miejsce – odbić, refleksów, przenikań. Wideoinstalacja ma geometryczną strukturę o rzeźbiarskim charakterze.
W tym samym mieście, pod tym samym niebem... 2011-2015, wideoinstalacja, 35 filmów
Praca składa się z 35 historii opowiedzianych artystce przez imigrantki z różnych krajów. Większość z nich żyje w podmiejskich gettach lub ośrodkach dla uchodźców w Sztokholmie, Białymstoku, Stambule, Bukareszcie i Nantes. Rodowite mieszkanki tych miast w pierwszoosobowej narracji wypowiadają historie życia imigrantek. Kobiety mówią o wstrząsających doświadczeniach, które zmusiły je do ucieczki z własnych domów oraz o braku akceptacji, nieufności w miejscach, do których przybyły.
…praca w procesie
W aktualnie tworzonej realizacji Konik utrwala historie mieszkańców małego miasteczka Dobrodzienia (przed II wojną światową - Guttentag). Losy ludności żydowskiej, ludności przesiedlonej z kresów wschodnich oraz mniejszości niemieckiej stanowią o tożsamości tego miejsca. Projekt jest próbą dotarcia do zamazanych faktów, do tego co zostało wytarte z pamięci w kontekście wojny, czasu komunizmu i późniejszych lat. Artystka wraca także do miejsc w Dobrodzieniu, które pamięta ze swojego dzieciństwa.

## Stypendia (wybór)
Laureatka licznych stypendiów artystycznych i naukowych w tym m.in.:
- POLIN Muzeum Żydów Polskich (2016/2017)
- The Golden Thread Gallery-Flax Art. Studios, Belfast (2015)
- The Nantes Institute for Advanced Study, Fellowship, Nantes, Francja (2014/2015)
- New Europe College, Fellowship – International Studio Program of Landis & Gyr Foundation, Bukareszt, Rumunia (2013/2014)
- Stypendium Ministra Kultury i Dziedzictwa Narodowego (2013)
- IASPIS - Swedish Visual Arts Fund’s International Programme, Fellowship, Sztokholm (2011/2012)
- ZiF Center for Interdisciplinary Research Fellowship, Uniwersytet w Bielefeld (2011)
- Wissenschaftskolleg zu Berlin - The Mellon Fellow (2008/2009)
- Zuger Kulturstiftung Landis & Gyr, Zug (2007)
- Młoda Polska (2007)
- KulturKontakt, Wiedeń, Austria (2006)
- SPACES World Artists Program, Cleveland, USA (2005)
- Stypendium Ministra Kultury i Sztuki (2005)
- Leube Artist in Residency (2004)
- Akademie Schloss Solitude (2003/2004)

## Wystawy indywidualne (wybór)
- Ziarno piasku w źrenicy oka. Videoinstalacje 2000-2015, Centrum Sztuki Współczesnej, Zamek Ujazdowski, Warszawa (2015/2016)
- W tym samym mieście, pod tym samym niebem..., National Museum of Contemporary Art (MNAC), Bukareszt (2015/2016)
- ZiF Center for interdisciplinary Research, University Bielefeld (2016)
- Faraway, So Near… Void Gallery Londonderry (2014)
- W tym samym mieście, pod tym samym niebem… Galeria Arsenał, Białystok (2013)
- W tym samym mieście, pod tym samym niebem..., Parlament Szwedzki, Sztokholm (2012)
- Play back (of Irène), ZiF Center for interdisciplinary Research, University Bielefeld (2011)
- Strach i Zauroczenie, Atlas Sztuki, Łódź (2011)
- Willa Zauroczonych, Max Liebermann Haus, Berlin (2010)
- Our Lady’s Forever, Miejska Galeria Sztuki, Wolfsburg (2009)
- 61. Międzynarodowy Festiwal Filmowy w Locarno (2008)
- Our Lady’s Forever, Kronika Gallery, Bytom (2008)
- Our Lady’s Forever, Zachęta Narodowa Galeria Sztuki, Warszawa (2007)
- Przeźroczystość, Centrum Sztuki Współczesnej Zamek Ujazdowski; Akademie Schloss Solitude, Stuttgart (2004).

## Wystawy zbiorowe (wybór)
- Invisible Barriers: Moving Images, The Golden Thread Gallery & Belfast Film Festiwal, Belfast (2015)
- Postęp i Higiena, Zachęta Narodowa Galeria Sztuki, Warszawa (2014/2015)
- Pozbawienie - Deprivation – Podróż na Wschód, Galeria Arsenał, Białystok (2014)
- Oksymoron normalności - edycja turecka, DEPO Galeria, Stambuł, Galeria Arsenał, Białystok (2014)
- A Voice of Ones Own ¬ On Women's Fight for Suffrage and Human Recognition, Konstmuseum i Moderna Museet, Malmö (2014)
- Mowa nienawiści. Wykluczam wykluczenie, Żydowski Instytut Historyczny, Warszawa (2014)
- United States of Europe, De Maarkten, Brussels; Crawford Art Gallery, Cork; National Sculpture Factory, Cork, Ireland (2013), Łódź; Lapinlahti Helsinki; Mekas Vilnius; Plataforma das Artes Portugal; Old Market Pallouriotissa Cypr; Motorenhalle Dresden; The Red House Sofia; Les Ecluses, fabrique culturelle et numerique France (2011-2013);
- Obok. Polska – Niemcy. 1000 lat historii w sztuce, Martin-Gropius-Bau, Berlin (2011)
- Territories of the In/ Human, Württembergischer Kunstverein Stuttgart (2010)
- Spojrzenia 2009, Zachęta Narodowa Galeria Sztuki, Warszawa; Centrum Sztuki WRO, Wrocław (2009)
- Kolekcja 5, Centrum Sztuki Współczesnej Zamek Ujazdowski, Warszawa (2009)
- The artist in the (art) society, Kunsthalle Palazzo, Basel (2009)
- Isolated, The Golden Thread Gallery, Belfast (2009)